# Tirà cabut cuafosc
El tirà cabut cuafosc (Ramphotrigon fuscicauda) és un ocell de la família dels tirànids (Tyrannidae).

## Hàbitat i distribució
Habita les espesures de bambús al bosc a les terres baixes al sud-est de Colòmbia, nord-est de l'Equador, est del Perú i nord de Bolívia.